# Élisabeth Vigée Le Brun
Élisabeth-Louise Vigée-Le Brun (n. 16 aprilie 1755, Paris, Regatul Franței – d. 30 martie 1842, Paris, Franța) a fost o pictoriță franceză recunoscută ca una dintre cele mai renumite femei pictor din secolul al XVIII-lea. 

## Biografie

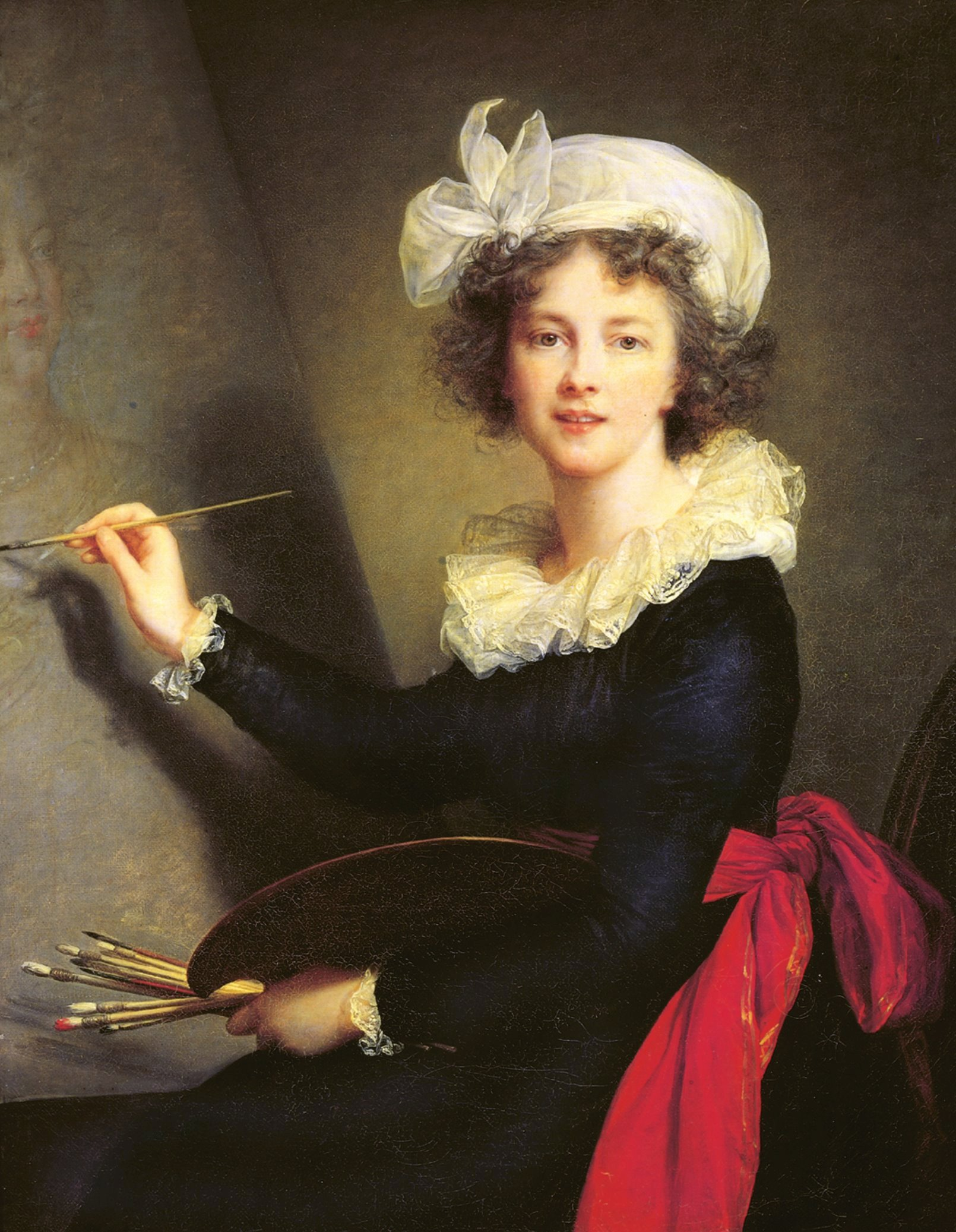
Autoportret, 1790.

Născută la Paris la 16 aprilie 1755, Marie Élisabeth Louise Vigée a fost fiica portretistului Louis Vigée, de la care a primit primele instrucțiuni. Mama ei era coafeză. A fost trimisă să locuiască cu rudele din Épernon până la vârsta de șase ani. Apoi a intrat într-o mânăstire unde a rămas cinci ani. Tatăl ei a murit când avea 12 ani în urma unei infecții de la o intervenție chirurgicală pentru a elimina un os de pește din gât. În 1768, mama ei s-a recăsătorit cu un bijutier bogat, Jacques-Francois Le Sèvre și familia s-a mutat în apropierea Palatului Regal. Mai târziu a fost sprijinită de Louise Marie Adélaïde de Bourbon, soția lui Philippe Egalité. În această perioadă Louise Élisabeth a beneficiat de sfaturile lui Gabriel François Doyen, Jean-Baptiste Greuze, Joseph Vernet și alți maeștri ai perioadei.
La 25 octombrie 1783, a fost făcut membru al Academiei.